# Brian Winters (Footballspieler)
Brian Edward Winters (* 10. Juli 1991 in Hudson, Ohio) ist ein ehemaliger US-amerikanischer American-Football-Spieler auf der Position des Guards. Er spielte zuletzt für die Arizona Cardinals in der National Football League (NFL), zuvor spielte er für die New York Jets und die Buffalo Bills.

## Frühe Jahre
Winters besuchte die Hudson High School in seiner Geburtsstadt. Neben dem Footballteam war er auch noch in der Wrestlingmannschaft der Schule aktiv. Winters wurde unter anderem ins All-Ohio- und All-Conference-Team gewählt. Nach seinem Highschoolabschluss erhielt er ein Stipendium der Kent State University. Dort spielte er zwischen 2009 und 2012 in allen 50 Spielen, teilweise als Guard, teilweise als Tackle. Dort wurde er unter anderem ins First-Team All-MAC gewählt.

## NFL

### New York Jets
Im NFL Draft 2013 wurde Winters in der 3. Runde an 72. Stelle von den New York Jets ausgewählt. Sein NFL-Debüt gab er beim 18:17-Sieg der Jets gegen die Tampa Bay Buccaneers am 1. Spieltag der Saison 2013 in den Special Teams. Ab dem 5. Spieltag wurde Winters Stammspieler als Guard. Am 6. Spieltag der Saison 2014 verletzte er sich bei der 17:31-Niederlage gegen die Denver Broncos am Kreuzband und fiel für die restliche Saison verletzt aus. In den folgenden Jahren kam er fast durchgehend als Stammspieler zum Einsatz, verpasste nur gelegentlich wenige Spiele wegen Verletzungen. In der Saison 2018 spielte er sogar komplett durch. Am 10. November 2019 beim 34:27-Sieg gegen die New York Giants verletzte sich Winters erneut und wurde auf die Injured Reserve Liste gesetzt. Am 2. August 2020 wurde Winters von den Jets entlassen. Zum Zeitpunkt seiner Entlassung war er der dienstälteste Jet im Kader.

### Buffalo Bills
Daraufhin unterschrieb Winters am 6. August 2020 einen Vertrag bei den Buffalo Bills, nachdem sich der eigentliche Stammspieler auf der Position des rechten Guards, Jon Feliciano, verletzt hatte. Sein Debüt für die Bills gab er am 1. Spieltag der Saison 2020 beim 27:17-Sieg ausgerechnet gegen sein altes Team, die New York Jets. Vom 3. bis zum 12. Spieltag war er Stammspieler, danach wurde er allerdings nur noch Backup für den wieder genesenen Feliciano. Da die Bills in dieser Saison 13 Spiele gewannen und nur 3 verloren, konnten sie die AFC East gewinnen und sich somit für die Playoffs qualifizieren. Dort gab Winters in der 1. Runde beim 27:24-Sieg gegen die Indianapolis Colts sein Debüt. Auch im darauffolgenden 17:3-Sieg gegen die Baltimore Ravens sowie bei der 24:38-Niederlage gegen die Kansas City Chiefs im AFC Championship Game kam er in den Special Teams zum Einsatz.

### Arizona Cardinals
Im März 2021 nahmen die Arizona Cardinals Winters für ein Jahr unter Vertrag. Er kam in den ersten beiden Spielen der Saison bei 16 Snaps zum Einsatz und wurde am 25. September entlassen. 2022 beendete er schließlich seine Karriere.

## Nach der Footballkarriere
Nach seiner Footballkarriere zog Winters zurück in seinen Heimatbundesstaat Ohio, nach Aurora. In Streetsboro gründete er schließlich die Fair Painters LLC, ein Handwerksunternehmen.